# Tercer mundo
| Críticas profissionais | Críticas profissionais |
| Avaliações da crítica  | Avaliações da crítica  |
| Fonte                  | Avaliação              |
| ---------------------- | ---------------------- |
| Allmusic               | [ 1 ]                  |

Tercer Mundo é o sétimo álbum do roqueiro argentino Fito Páez.
Foi lançado em 1990, sob o selo WEA.

## O Disco
A proposta musical deste álbum não é inovadora, a estrutura das músicas apesar dos arranjos de metais, são bastante convencionais. Páez aposta no rock simples com pouca variação de ritmos, num álbum de 10 músicas, no qual foram gravados dois vídeos: "Tercer mundo" e "Fue amor".
O disco apresenta duas músicas com refrões em inglês: «Religion song» e «Yo te amé en Nicaragua». Há também a música «Fue amor», uma espécie de balada onde há uma reflexão sobre a pausa do amor e o tango «Carabelas nada», cujo texto reflete uma certa tristeza envolta em uma atmosfera dramática. As músicas que fecham o álbum «Los buenas tiempos» e «Y Dale Alegría a Mi Corazón» foram temas muito fáceis de assimilar e foram lançadas como terceiro e quarto single.

## Faixas
- Todas as canções foram escritas e compostas por Fito Páez.

| N.º            | Título                        | Duração |  |
| 1.             | "El chico de la tapa"         | 2:46    |  |
| 2.             | "B. Ode y Evelyn"             | 3:56    |  |
| 3.             | "Tercer mundo"                | 4:48    |  |
| 4.             | "Religion song"               | 4:56    |  |
| 5.             | "Fue amor"                    | 4:17    |  |
| 6.             | "Yo te amé en Nicaragua"      | 5:02    |  |
| 7.             | "Hazte fama"                  | 3:30    |  |
| 8.             | "Carabelas nada"              | 4:35    |  |
| 9.             | "Los buenos tiempos"          | 3:06    |  |
| 10.            | "Y Dale Alegría a Mi Corazón" | 5:14    |  |
| Duração total: | Duração total:                | 45:39   |  |

## Músicos
- Fito Páez – Voz, teclados, guitarras e percussão
- Fabián Gallardo – Guitarras, Voz, Teclados
- Guillermo Vadala – Baixo, guitarras e contrabaixo
- Daniel Colombres – Bateria

### Músicos Convidados
- Fabiana Cantilo: (Voz lead em "B.Ode y Evelyn", coros em "Religion Song", "Nicaragua" e "Alegria")
- Luis Alberto Spinetta: (Voz en "Alegria", guitarras emn "Fue amor")
- David Lebón: (Voz en "Alegria", guitarra em "Los buenos tiempos")
- Charly García: (Piano acústico en "B.Ode y Evelyn")
- Celeste Carballo: (Arranjo de vozes e voz em "Religion Song")
- Trupe de "Religion Song": Sandra Mihanovich, Celsa Mel Gowland e Analía Fink
- Sandra Mihanovich: (Coro em "Fue amor")
- Osvaldo Fattorusso: (Percussão em "Tercer mundo", "Nicaragua" e "Y Dale alegría a mi corazón ")
- Marcela Chediack: (Percussão em " Y dale alegría a mi corazón ")
- Tweety González: (Teclados em "Los buenos tiempos")
- Liliana Herrero: (Voz em "Religion song")
- Jorge "Bruja" Suárez: (Harmónica em "El chico de la tapa")
- Fena Della Maggiora: (Coro em "Fue amor")
- Alejandro Urdapilleta: (Cana em "El chico de la tapa")
- Torcida: Pilo, Lucho, Ale, Pingüi, Fito en "El chico de la tapa" e "Tercer mundo"
- Marcelo Ferreyra: Trombone
- Víctor Skorutski: Saxofone
- Richard Mont: Tompete
- Enrique Gioia: Trompete
- Pablo Rodriguez: Sax-tenor
- Victor Malvicino: Sax-barítono
- Carlos Villavicencio: (Arranjo e direção de cordas e brass em "B.Ode y Evelyn", "T.M.", "Nicaragua", "Carabelas", "Buenos Tiempos" e "Y Dale alegría a mi corazón")

## Vendas e Certificações
| Ano  | Órgão | Certificação/Vendas | Vendas    |
| ---- | ----- | ------------------- | --------- |
| 1993 | CAPIF | platina             | 100,000 + |